# Inmarsat-5 F5
O Inmarsat-5 F5, também conhecido como Inmarsat I-5 F5 e GX 5, é um satélite de comunicação geoestacionário construído pela Thales Alenia Space. Ele está localizado na posição orbital de 11 graus de longitude leste e é operado pela Inmarsat. O satélite foi baseado na plataforma Spacebus-4000B2 e sua expectativa de vida útil é de 16 anos.

## História
A Inmarsat contratou a Thales Alenia Space, em junho de 2017, para a construção de um quinto satélite da série "Inmarsat-5" de banda Ka por cerca de 130 milhões de dólares para expandir seu sistema Global Express (GX).

## Lançamento
O satélite foi lançado com sucesso ao espaço em 26 de novembro de 2019, por meio de um veículo Ariane 5 ECA, a partir do Centro Espacial de Kourou, na Guiana Francesa, juntamente com o satélite egípcio Tiba 1. Ele tinha uma massa de lançamento de 4.007  kg.

## Capacidade
O Inmarsat-5 F5 está equipado com 72 feixes pontuais de banda Ka para fornecer serviços VHTS (Very High Throughput Satellite) em todo o Oriente Médio, Europa e subcontinente indiano.